# Dictyna formidolosa
Dictyna formidolosa är en spindelart som beskrevs av Willis J. Gertsch och Ivie 1936. Dictyna formidolosa ingår i släktet Dictyna och familjen kardarspindlar. Inga underarter finns listade i Catalogue of Life.